# Ferdinand Charlot
Pour les articles homonymes, voir Charlot (homonymie).
 Ferdinand Henri Joseph[réf. nécessaire] Charlot, né à Jodoigne, le 27 février 1854 et y décédé le 14 juillet 1913 fut un homme politique belge francophone libéral.
Notaire de profession, il devint Bourgmestre de Jodoigne à partir de 1885 et le restera jusqu'à son décès; il fut aussi membre du Parlement en tant que Sénateur à la suite des élections de 1912 et Conseiller provincial de la province de Brabant.

## Sources
- Het Belgisch parlement 1894-1969, P.Van Molle, Gand, Erasmus, 1969.
- Biografisch repertorium der Belgische parlementairen, senatoren en volksvertegenwoordigers 1830 tot 1.8.1965, R. Devuldere, Gand, R.U.G., thèse de licence en histoire inédite, 1965.